# Regeringen Sukselainen II

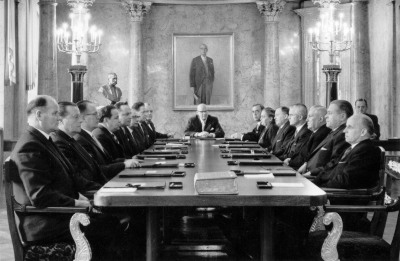
Regeringen Sukselainen II år 1960 med president Urho Kekkonen i mitten.

Regeringen Sukselainen II var Republiken Finlands 45:e regering bestående av Agrarförbundet och Svenska folkpartiet. Regeringen var en minoritetsregering. Ministären regerade från 13 januari 1959 till 14 juli 1961. Den 16 maj 1961 avled Svenska folkpartiets minister, Ralf Törngren, i ämbetet. Han var både utrikesminister och vice statsminister. Dessa befattningar gick till Agrarförbundet, medan Svenska folkpartiets Björn Westerlund tillträdde en dryg månad senare som handels- och industriminister i stället. Mellan 16 maj och 19 juni 1961 innehade Agrarförbundet alla ministerposterna.
| Minister | Ämbetsperiod                                                                                              | Parti                                             |
| --- | --- | ------------------------------------------------- |
| Statsminister V.J. Sukselainen Ralf Törngren, ställföreträdare Eemil Luukka, ställföreträdare Kauno Kleemola, ställföreträdare | 13 januari 1959–14 juli 1961 13 januari 1959–16 maj 1961 19 maj 1961–3 juli 1961 3 juli 1961–14 juli 1961 | Agrarförbundet Svenska folkpartiet Agrarförbundet |
| Utrikesminister Ralf Törngren V.J. Sukselainen Ahti Karjalainen                                                                | 13 januari 1959–16 maj 1961 19 maj 1961–19 juni 1961 19 juni 1961–14 juli 1961                            | Svenska folkpartiet Agrarförbundet                |
| Minister i utrikesministeriet Ahti Karjalainen                                                                                 | 13 januari 1959–19 juni 1961                                                                              | Agrarförbundet                                    |
| Justitieminister Antti Hannikainen Pauli Lehtosalo                                                                             | 13 januari 1959–14 april 1961 14 april 1961–14 juli 1961                                                  | Agrarförbundet                                    |
| Inrikesminister Eino Palovesi Eemil Luukka                                                                                     | 14 januari 1959–4 februari 1960 4 februari 1960–14 juli 1961                                              | Agrarförbundet                                    |
| Försvarsminister Leo Häppölä                                                                                                   | 13 januari 1959–14 juli 1961                                                                              | Agrarförbundet                                    |
| Finansminister Wiljam Sarjala                                                                                                  | 13 januari 1959–14 juli 1961                                                                              | Agrarförbundet                                    |
| 2:a finansminister Pauli Lehtosalo Juho Niemi                                                                                  | 13 januari 1959–14 april 1961 14 april 1961–14 juli 1961                                                  | Agrarförbundet                                    |
| Undervisningsminister Heikki Hosia                                                                                             | 13 januari 1959–14 juli 1961                                                                              | Agrarförbundet                                    |
| Jordbruksminister Einari Jaakkola                                                                                              | 13 januari 1959–14 juli 1961                                                                              | Agrarförbundet                                    |
| Minister i jordbruksministeriet Toivo Antila                                                                                   | 13 januari 1959–14 juli 1961                                                                              | Agrarförbundet                                    |
| Minister för kommunikationsväsendet och allmänna arbetena Kauno Kleemola                                                       | 13 januari 1959–14 juli 1961                                                                              | Agrarförbundet                                    |
| Minister i ministeriet för kommunikationsväsendet och allmänna arbetena Arvo Korsimo                                           | 13 januari 1959–14 juli 1961                                                                              | Agrarförbundet                                    |
| Handels- och industriminister Ahti Karjalainen Björn Westerlund                                                                | 13 januari 1961–19 juni 1961 19 juni 1961–14 juli 1961                                                    | Agrarförbundet Svenska folkpartiet                |
| Minister i handels- och industriministeriet Pauli Lehtosalo                                                                    | 29 september 1959–14 juli 1961                                                                            | Agrarförbundet                                    |
| Socialminister Vieno Simonen                                                                                                   | 13 januari 1959–14 juli 1961                                                                              | Agrarförbundet                                    |
| Minister i socialministeriet Eeli Erkkilä                                                                                      | 13 januari 1959–14 juli 1961                                                                              | Agrarförbundet                                    |